# Amiopsis
Amiopsis es un género extinto de peces osteíctios prehistóricos de la familia Amiidae. Este género marino fue descrito científicamente por Kner en 1863.

## Especies
Clasificación del género Amiopsis:
- Amiopsis Kner 1863
  - † Amiopsis damoni Egerton 1858
  - † Amiopsis dolloi Traquair 1911
  - † Amiopsis lepidota Agassiz 1833
  - † Amiopsis prisca Kner 1863
  - † Amiopsis woodwardi Sauvage 1903